# Академија наука и умјетности Босне и Херцеговине
Академија наука и умјетности Босне и Херцеговине (АНУБиХ) највиша научна и уметничка установа на простору Босне и Херцеговине.

## Историја
Академија је настала из Научног друштва Босне и Херцеговине (НДБиХ), највише институције за бригу о научном животу, које је, одлуком Скупштине НР Босне и Херцеговине, основано 1951. године. Законом о АНУБиХ, донесеним 1966. године, НДБиХ преформулисано је у АНУБиХ. Задатак Академије био је да води бригу о укупном развоју науке и уметности, да организује научна истраживања, те да објављује радове својих чланова и сарадника.

## Одељења
Према одредбама статута, АНУБиХ је организована у шест одељења:
- Одељење за друштвене науке
- Одељење за хуманистичке науке
- Одељење за медицинске науке
- Одељење за природне и математичке науке
- Одељење за техничке науке
- Одељење за уметност

Ради научне и стручне обраде различитих питања научног и уметничког рада одјељења су овлаштена да образују радне органе (одборе и комисије), у чији састав, поред чланова АНУБиХ, могу да уђу и друге истакнуте личности из одговарајућих струка. Неки од одбора су: 
- Библиотека
- Одбор за међународну сарадњу
- Одбор за издавачку делатност
- Комисија за научна питања

Организационе јединице Академије су: 
- Организациона јединица за балканолошка испитивања
- Организациона јединица за филозофска истраживања
- Организациона јединица за лексикографију и лексикологију
- Организациона јединица за Координацију медицинских истраживања
- Центар за крш

## Председници
- Васо Бутозан (1966–1968)
- Бранислав Ђурђев (1968–1971)
- Едхем Чамо (1971–1977)
- Алојз Бенац (1977–1981)
- Светозар Зимоњић (1981–1990)
- Сеид Хуковић (1990–1999)
- Божидар Матић (1999-2014)
- Милош Трифковић (од 2014)

## Почасни чланови
- Јосип Броз Тито, изабран 19. новембра 1969. године
- Иво Андрић, изабран 23. децембра 1969. године
- Родољуб Чолаковић, изабран 23. децембра 1969. године
- Едвард Кардељ, изабран 29. априла 1971. године
- Владимир Бакарић, изабран 18. априла 1974. године
- Иван Супек, изабран 14. маја 2002. године
- Богдан Богдановић, изабран 14. маја 2002. године
- Адил Зулфикарпашић, изабран 14. маја 2002. године